# Anton Schnitzler

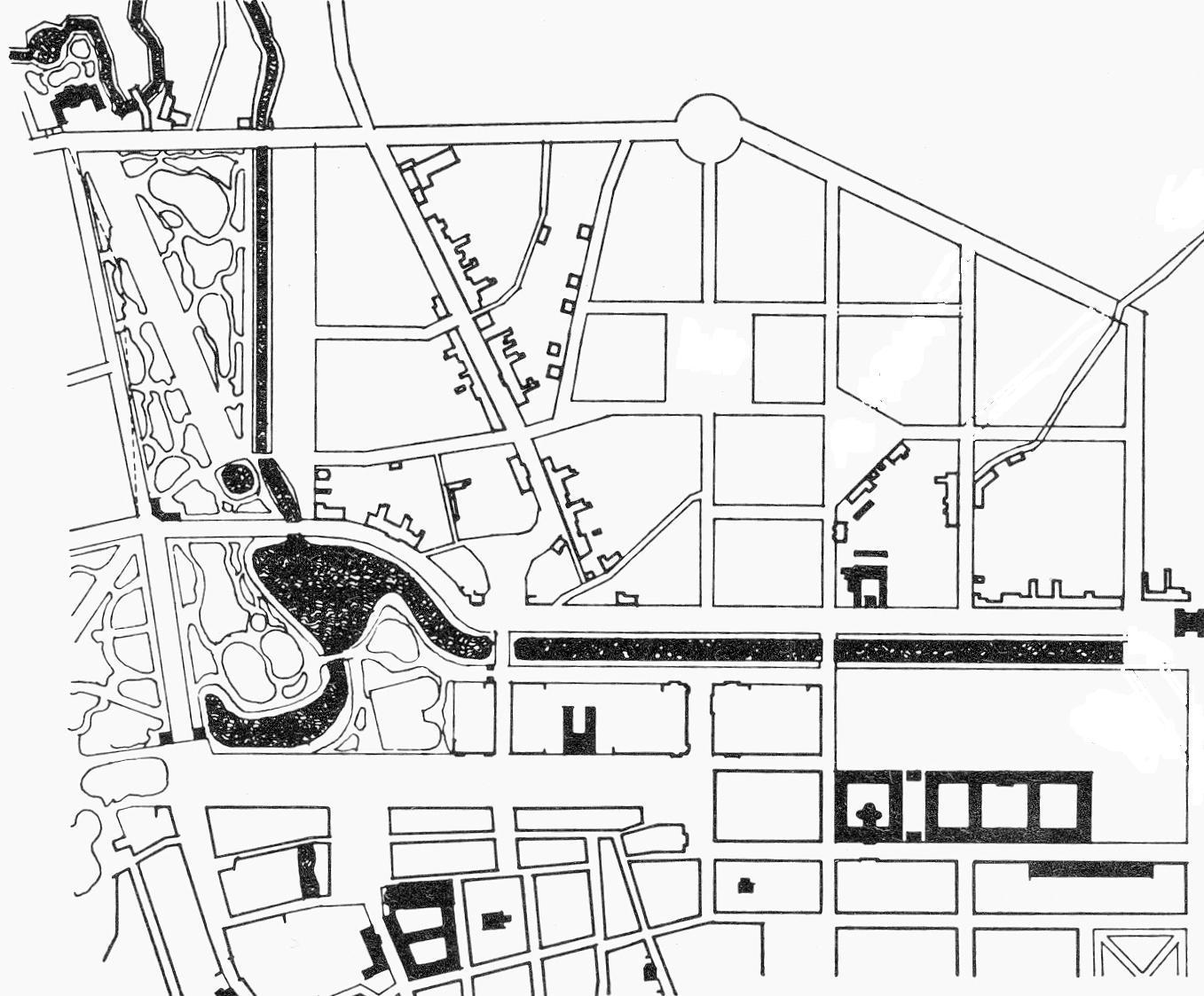
Adolph von Vagedes, Franz Anton Umpfenbach et Anton Schnitzler : Plan d'expansion urbaine de Düsseldorf à l'est de l'actuelle Königsallee dans l'actuel quartier du centre-ville, 1841

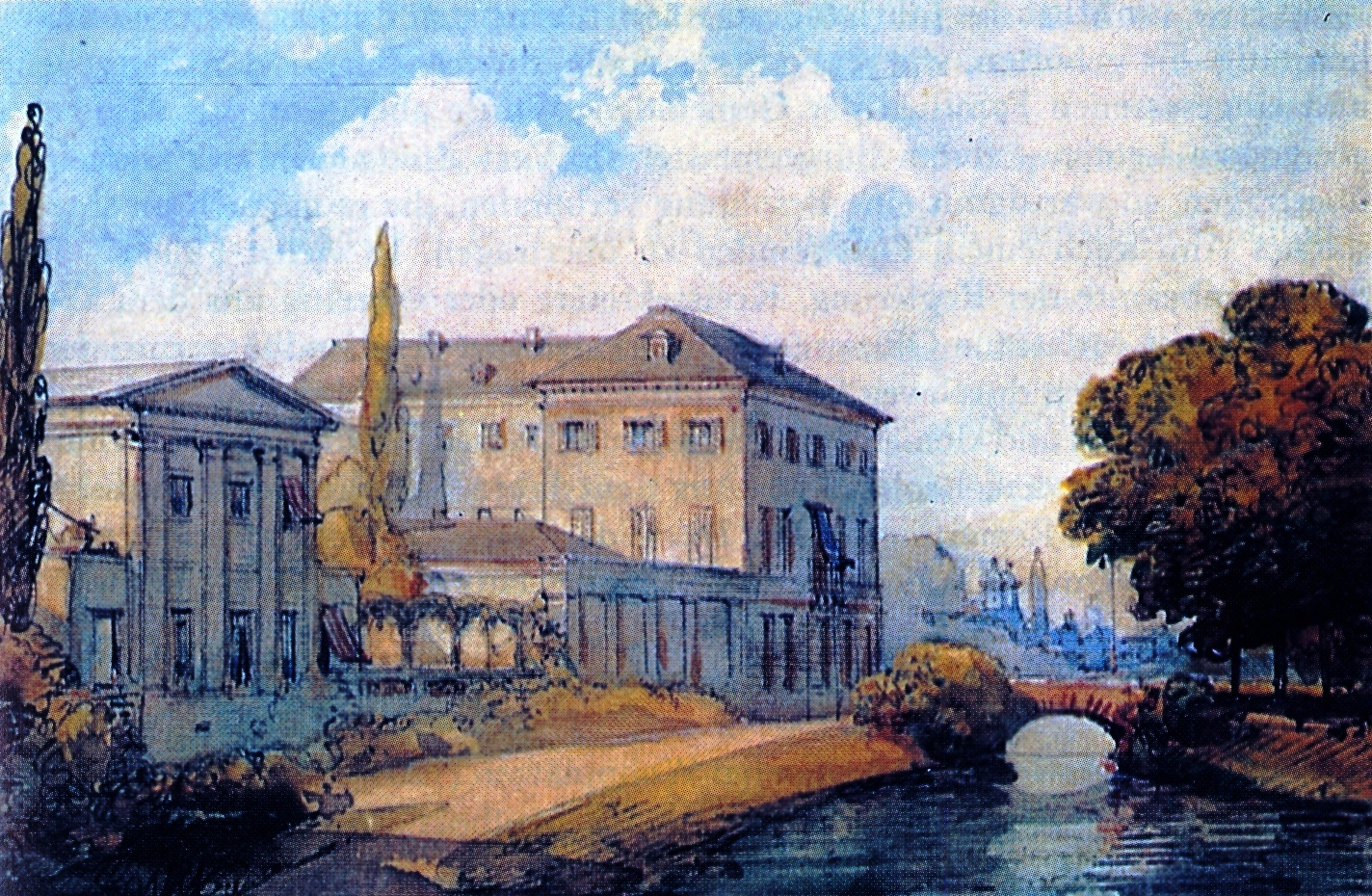
À gauche se trouve le Friedrichsbad, derrière lui le palais du comte von der Groeben, vers 1840

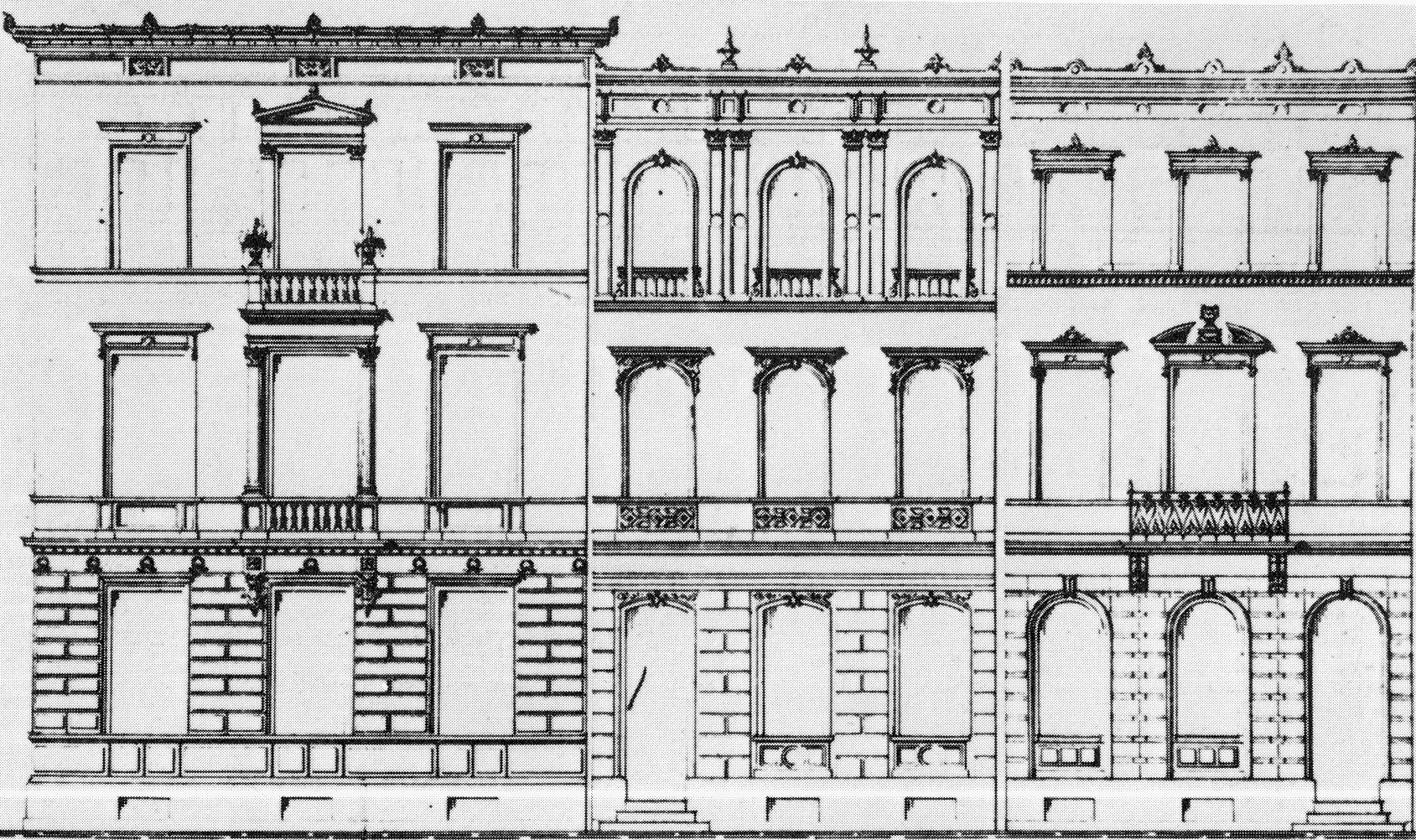
Plan d'entrée de Schnitzler pour les façades des immeubles d'habitation de la Goltsteinstraße 11/12 et de la Bleichstraße 1 à Düsseldorf, 1862/1863

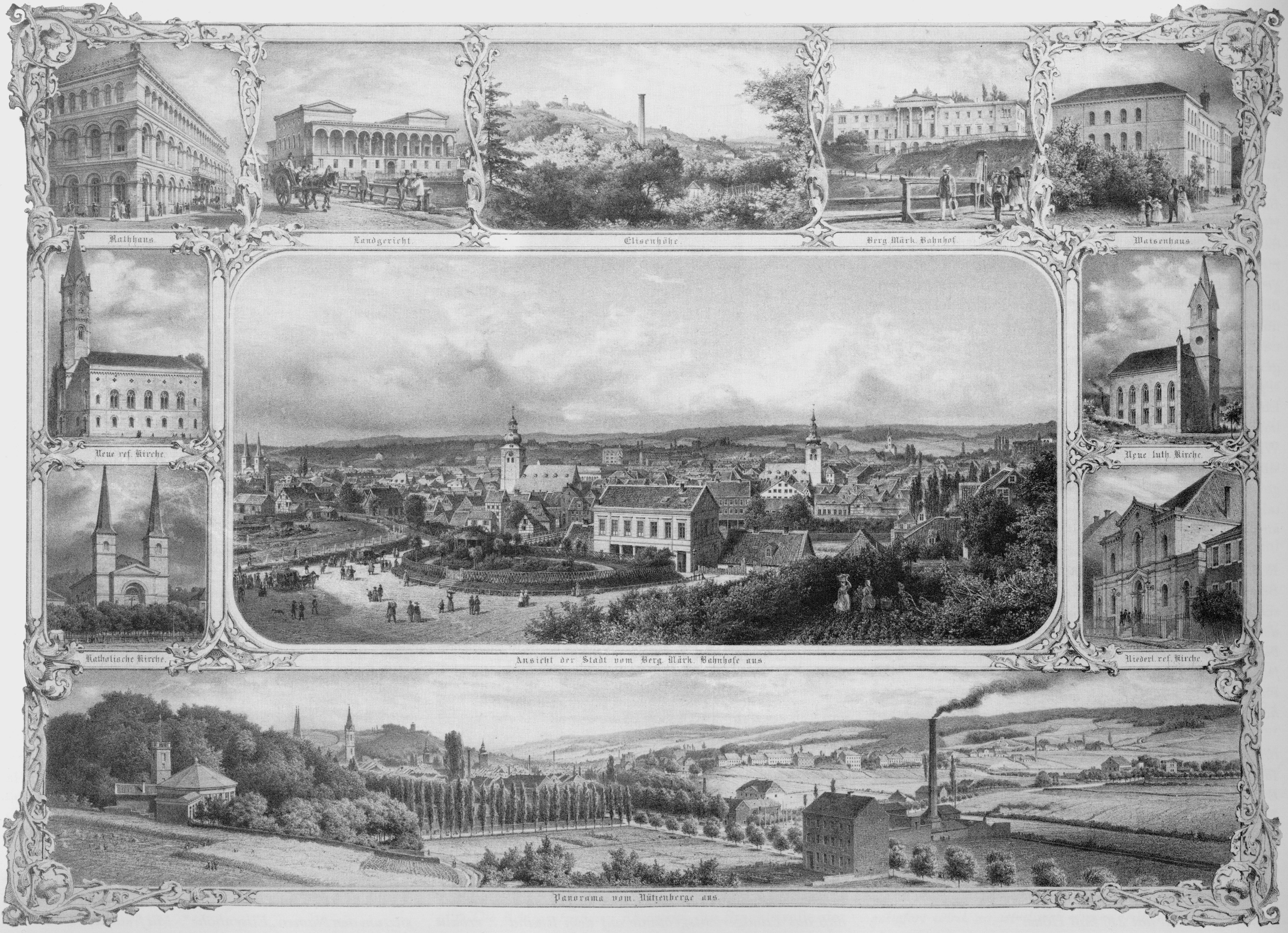
Orphelinat d'Arrenberg (en haut à droite) sur une lithographie de Wilhelm Riefstahl, 1851-1854

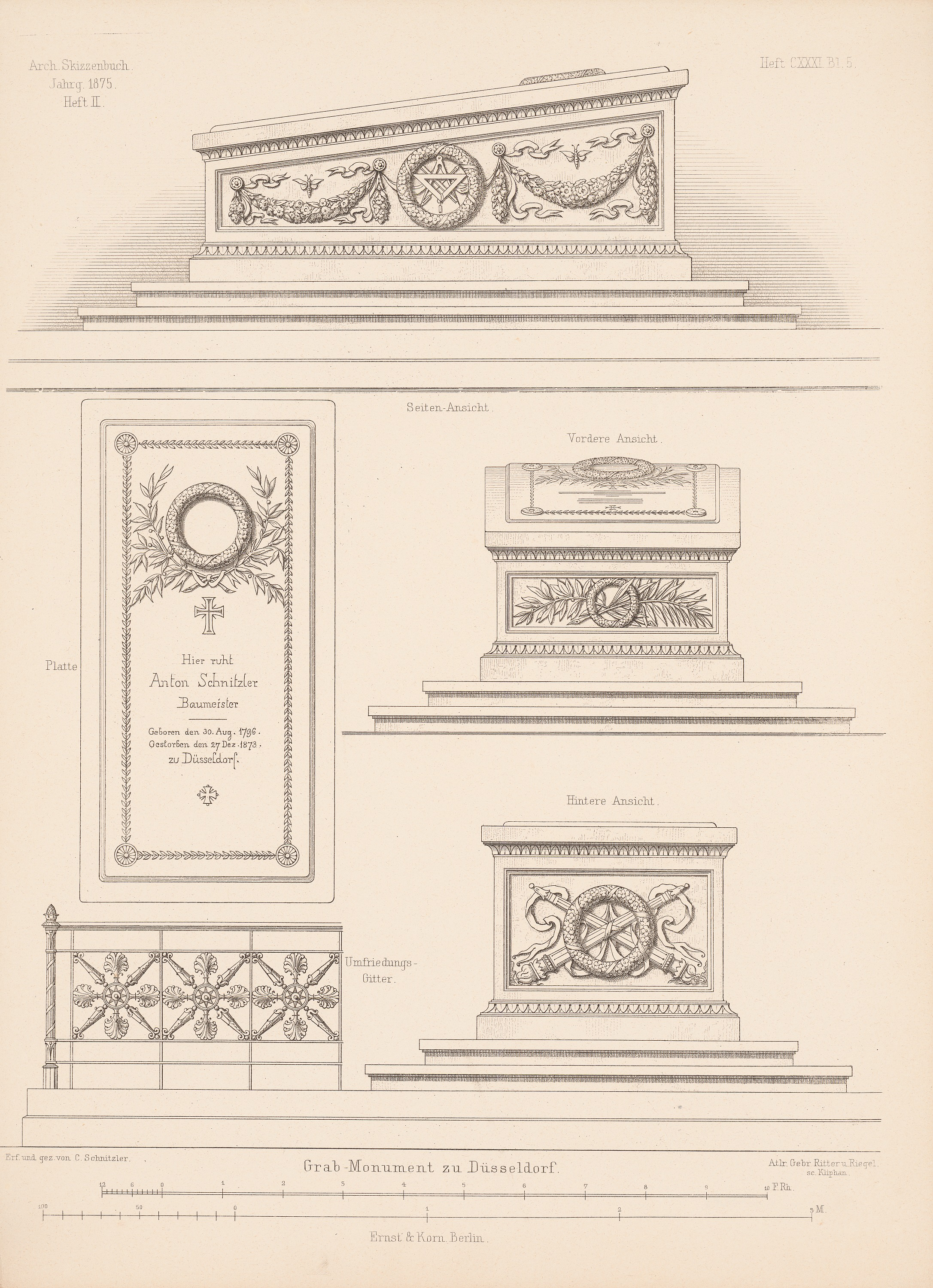
C. Schnitzler, monument funéraire (pour Anton Schnitzler), Düsseldorf. (Extrait de : Carnet de croquis architecturaux, H. 131/2, 1875)

Peter Heinrich Gregor Anton Schnitzler Jr. (né le 30 août 1796 à Düsseldorf et mort le 27 décembre 1873 dans la même ville) est un architecte prussien. Il est l'élève d'Adolph von Vagedes et travaille comme maître d'œuvre du classicisme berlinois (de) à Düsseldorf entre 1825 et 1873.

## Biographie
Son père Anton Schnitzler l'Ancien (né le 21 février 1756 à Glehn et mort le 8 mai 1823 à Düsseldorf), maître d'œuvre à Düsseldorf depuis 1778, construit des immeubles d'habitation dans le style requis pour l'expansion de Düsseldorf au XVIIIe siècle. Carlstadt est développée au XIXe siècle. Sa mère est Maria Gertrudis, née Evertz (1762-1827). Avec son jeune frère Georg Schnitzler (né le 17 mai 1798 à Düsseldorf et mort le 12 mai 1834 dans la même ville), Anton Schnitzler Jr. dirige l'activité de construction continue. Son frère aîné Carl Schnitzler (de) est un officier du génie dans l'armée prussienne qui participe à d'importants projets de construction de forteresses sur le Rhin ainsi qu'à la conversion d'inspiration romantique du château et du Rhin des ruines du château en résidences d'été pour la famille royale prussienne.
Anton Schnitzler étudie au lycée grand-ducal de Düsseldorf et reçoit un prix de dessin en 1811. En 1832, Schnitzler acquiert plusieurs propriétés sur le pré du greffier Francken (vestiges de Bleiche an der Düssel, aujourd'hui Bleichstraße / Goltsteinstraße), qui deviendront plus tard Goltsteinstraße. Au coin de la Logengasse (la Logengasse n'existe plus aujourd'hui), il construit les bains publics « Friedrichsbad », qui sont inaugurés en présence du prince Alexandre de Prusse en septembre 1933,. Dans le bain, il y a une immense chaudière à vapeur avec huit bains, dont des bains de soufre et d'acide carbonique. Elle est ouverte de six heures du matin à huit heures du soir. Tout Düsseldorf s'y réunit : les artistes de l'école de peinture de Düsseldorf, des musiciens dont Felix Mendelssohn Bartholdy, plus tard Robert Schumann, et des gens de théâtre comme Karl Immermann.
Frédéric de Prusse, chef de la garnison de Düsseldorf, vit au coin du château de Jägerhof depuis 1815. En 1826, Anton Schnitzler est chargé de la construction des deux ailes latérales du château de Jägerhof. Il lui succède plus tard le contrat pour l'aménagement intérieur du château de Rheinstein. En 1832, il construit le portique classique du théâtre (de) sur la place du marché de Düsseldorf (de). En 1841, Anton Schnitzler créé un bloc de maisons sur la Goltsteinstraße à Düsseldorf et travaille avec Adolph von Vagedes et Franz Anton Umpfenbach (de) sur le plan de développement à l'est de la Königsallee de Düsseldorf.
À Düsseldorf, il construit les maisons du Schwanenmarkt 8 (de) (1836) et de la Poststraße 24 (de) (1843), le pont d'Or (de) du Jardin de Cour (de) (1845) et l'école Max (de) de la Citadellstrasse 2b (1855/1856). À Langenberg, il construit en 1847/48 la villa de Johann Wilhelm Colsman, Hauptstrasse 8. De 1851 à 1854, selon ses plans, l'orphelinat municipal pouvant accueillir jusqu'à 160 orphelins est construit à Arrenberg, qui fait partie du district de Düsseldorf. Il est également propriétaire des maisons no 20 et 21 de la Jägerhofstraße, de quelques maisons de l'Alleestraße entre le Jardin de Cour au niveau de l'actuelle Grabbeplatz (de) et de l'Elberfelder Straße,. Schnitzler lui-même vit dans la maison de l'Alleestrasse 18 vers 1865.
En 1851, Schnitzler, qui est également politiquement actif en tant que membre du conseil, fait partie d'une délégation de Düsseldorf à Charlottenbourg pour accueillir le roi Frédéric-Guillaume IV, qui est à Düsseldorf en 1848, l'année du déclenchement de la Révolution de Mars, par des huées et des sifflets et s'est vu lancer des crottins de cheval sur l'ancienne Kastanienallee, en lui proposant de rebaptiser le lieu du crime en Königsallee.
Anton Schnitzler se marie en janvier 1826 avec Maria Constantia (1808-1886), née Hoffbauer de Saint-Pétersbourg, fille du colonel général royal prussien Franz Joseph Hoffbauer (mort en 1838 à Düsseldorf),. Le gendre de Schnitzler est le peintre suédois Carl d'Unker (de). Il a épousé Clara, la fille de Schnitzler, en 1859. Antoinette, dite Tony, une autre des filles de Schnitzer, qui a été une élève privée de Karl Ferdinand Sohn, se marie avec le peintre américain Richard Caton Woodville en 1854. Richard Caton Woodville junior (de), petit-fils de Schnitzler né à Londres, étudie à l'Académie des beaux-arts de Düsseldorf dans les années 1870 et devient un peintre de guerre bien connu. Le fils Anton Schnitzler (né le 1er septembre 1831 et mort le 30 juillet 1848), qui étudie dans la classe élémentaire de Josef Wintergerst et la classe de construction de Rudolf Wiegmann, se noie à l'âge de 16 ans lors d'une tentative de sauvetage de son ami l'architecte Fischer de Cologne, dans la piscine du Rhin.
La tombe d'Anton Schnitzler, celle de son frère Georg et la tombe de ses parents sont conservées dans la partie nord du cimetière de Golzheim,.